# Quily
Quily [kili] est une ancienne commune française située dans le département du Morbihan, en région Bretagne, devenue, le 1er janvier 2016, une commune déléguée de la commune nouvelle de Val d'Oust.

## Géographie

### Situation

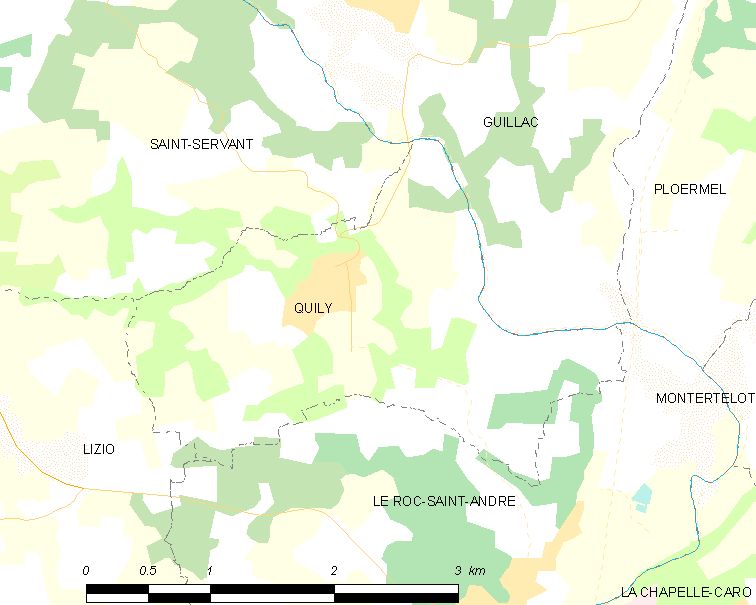
Carte de l'ancienne commune de Quily et des communes avoisinantes.

L'ancienne commune française de Quily est située en France, dans le département du Morbihan, en région Bretagne, au nord des Landes de Lanvaux.

### Relief et hydrographie
Le finage de l'ancienne commune de Quily est constitué pour l'essentiel d'un plateau bosselé qui culmine à l'extrême ouest de son territoire à 135 mètres d'altitude et dont la pente décroit en direction de l'est jusque vers 70 mètres d'altitude. Ce plateau est limité par un escarpement d'une cinquantaine de mètres de dénivelé, constitué par le versant de rive droite du lit majeur de l'Oust, lequel est large de près d'un kilomètre, à une altitude d'environ 25 mètres, dans la partie nord-est du territoire communal, entre la Ville Nayl et l'Herbinaye, mais se rétrécit jusqu'à disparaître au niveau de La Surprise et de l'écluse de Blond.
Le bourg de Quily occupe un site de sommet d'escarpement, dominant la vallée de l'Oust et situé vers 70 à 80 mètres d'altitude.
Le réseau hydrographique est constitué par l'Oust, qui limite cette ancienne commune côté est, la séparant de Guillac et par un de ses affluents de rive droite, le Ruisseau de la Grée de Cocherel, qui sert en bonne partie de limite communale avec Saint-Servant, même si cette limite s'en écarte quelque peu dans sa partie aval, un peu avant la confluence.
L'ancienne carrière de Quily (connue pour ses cassitérites et ses cristaux de calcédoine), appartenant à la famille Coudray, devenue un plan d'eau de 3 hectares et 40 mètres de profondeur, a été transformée depuis 2016 en centre de plongée et parc résidentiel de loisirs.

## Toponymie
Le nom de la localité est mentionné sous la forme Quilir en 1082, Quilli en 1330. La paroisse est dénommée "Quilly" en 1427 et en 1536 ; Jean-Baptiste Ogée l'orthographie ainsi en 1778.
Quily, selon Hervé Abalain, dériverait du latin callis (bocage, bosquets).
La commune se nomme Tchili en gallo.
Le nom de la localité est attesté en breton sous la forme Killi depuis 1985. Il s'agit de la forme normalisée proposée par l'Office Public de la Langue Bretonne.
Homonymie avec la commune de Quilly en Loire-Atlantique.

## Histoire

### Moyen-Âge
Quily est un démembrement de la paroisse de Sérent et serait devenue une paroisse indépendante au XVe siècle (son nom ne figure pas encore dans la liste du chapitre du diocèse de Vannes en 1422, mais on le rencontre dans le pouillé de 1516) ; elle faisait partie du doyenné de Porhoët
Lors de la réformation de la noblesse de 1427, deux nobles sont cités à Quily : Antoine Morio au Haut-Quily et Perrot de Castel à Rebinaye.

### Temps modernes

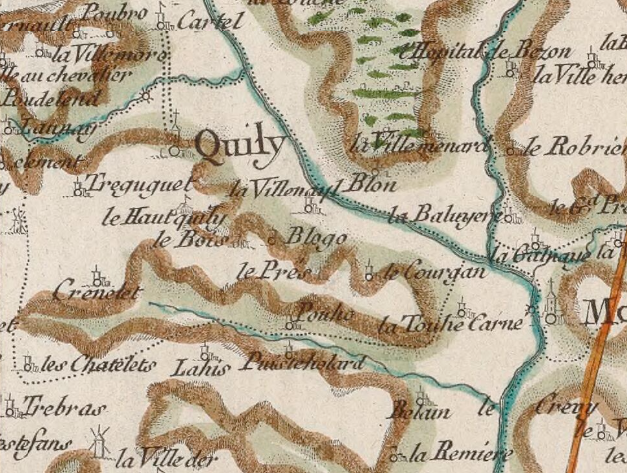
Carte de Cassini de la paroisse de Quily (1789).

Jean-Baptiste Ogée décrit ainsi Quilly en 1778 :

« Quilly : à 7 lieues deux tiers au Nord-Est de Vannes, son évêché ; à 14 lieues de Rennes et à 3 lieues de Malestroit, sa subdélégation. Cette paroisse ressortit à Ploërmel, et compte 450 communiants : la cure est à l'alternative. Le Val sous Castel , moyenne et basse justice ; et Haut-Quilly, moyenne et basse justice , appartiennent à M. de Cartel. Ce territoire offre à la vue des terres en labeur et des landes. »

### Révolution française
Julien Le Breton, recteur de Quily depuis 1763, refusa de prêter le serment de fidélité à la Constitution civile du clergé, devenant donc prêtre réfractaire ; mais infirme et âgé (81 ans en 1792), il échappa à la déportation, mais fut emprisonné â Vannes, puis à Josselin en 1794 ; on ignore la date et les circonstances de son décès.

### LeXIXesiècle
A. Marteville et P. Varin, continuateurs d'Ogée, décrivent ainsi Le Roc Saint-André en 1853 :

« Quilly (sous l'invocation de saint Nicodème) : commune formée de l'ancienne paroisse de ce nom ; aujourd'hui succursale(..) Principaux villages : Pouho, le Gourgan, la Ville-Neitle, les Châtelets, Blogo, Tréguguet, Crenelet. Moulis de Castel, à eau ; de Bohuay, à vent. Des titres anciens, dont certains existent encore dans la sacristie de Quilly, prouvent que cette paroisse n'était qu'un démembrement de Sérent. Mais à quelle époque Quilly a-t-il été érigé en paroisse? C'est ce que nous ne saurions dire, à moins que l'on fasse remonter cette séparation à la fin du XVIIe siècle, en se basant sur la construction de l'église paroissiale, celle-ci étant probablement de cette époque. La terre seigneuriale dut être ce que l'on appelle encore le Haut-Quilly, propriété réunie à celle de Castel. C'est en effet cette maison qui a fait bâtir l'église : aussi a-t-elle dans le sanctuaire son banc et son enfeu. Quilly fournit du bois de chauffage et surtout du châtaigner pour constructions. On vante comme points de vue la lande de la Porette et le moulin de Bobuchet ; de ce dernier surtout, on découvre un point de vue fort étendu. Géologie : schiste talqueux ; schiste modifié dans le nord  ; ce dernier est exploité. On parle le français [en fait le gallo]. »

En 1873 « des habitants de La Chapellle, de Caro, de Lizio, de Quily, de Plumelec (Morbihan) demandent le rétablissement, dans le plus bref délai, de la royauté en la personne de Henri V, héritier légitime de la couronne de France ».

### LeXXesiècle

#### La Belle Époque

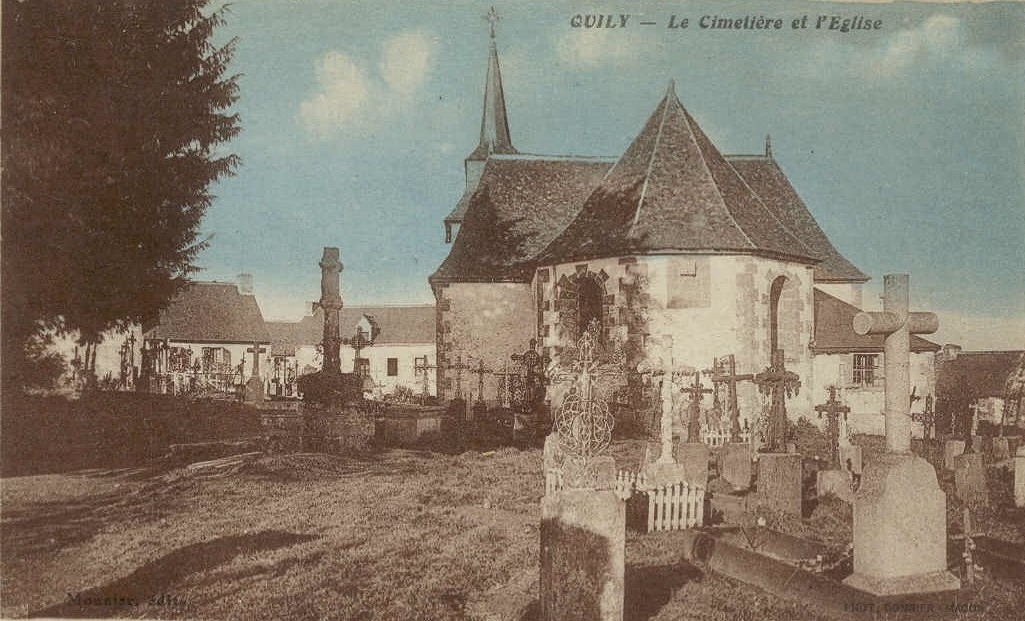
L'église et le cimetière de Quily au début du XXe siècle (carte postale).

Le conseil municipal de Quily refuse à deux reprises, en 1898 et en 1899 la création d'une deuxième classe à l'école publique, arguant que le bâtiment acheté 20 ans plus tôt est suffisant pour cette commune de 478 habitants, que la population décroît au lieu d'augmenter et que l'émigration est considérable (4 naissances en 1898) ; 89 enfants fréquentent l'école, mais ce chiffre ne se maintiendra pas et nombre d'enfants viennent des communes voisines.

#### La Première Guerre mondiale
Le monument aux morts de Quily porte les noms de 18 soldats morts pour la France pendant la Première Guerre mondiale ; Jean Rouxel est mort en 1917 dans l'actuelle Macédoine du Nord ; la plupart des autres sont morts sur le sol français.

#### L'Entre-deux-guerres

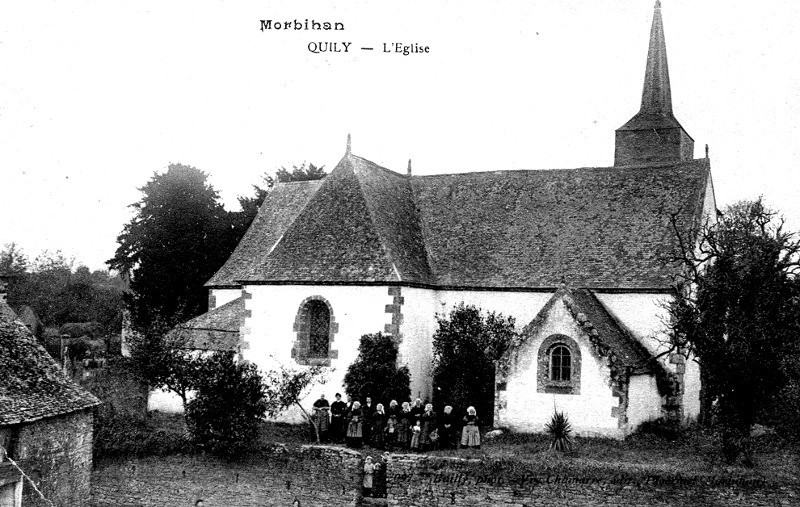
L'église de Quily vers 1920 (carte postale).

#### La Seconde Guerre mondiale

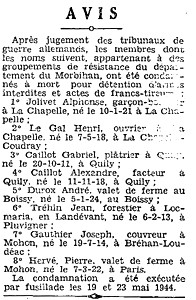
Résistants de Quily et environs fusillés au fort de Penthièvre (journal Le Nouvelliste du Morbihan du 17 juin 1944).

Le monument aux morts de Quily porte les noms de 8 personnes mortes pour la France pendant la Deuxième Guerre mondiale ; parmi elles Théodore Mainguy a été tué à l'ennemi le 22 mai 1940 dans le Pas-de-Calais lors de la Campagne de France ; Gabriel Caillot, résistant FFI, a été fusillé par les Allemands le 23 mai 1944 au fort de Penthièvre en Saint-Pierre-Quiberon et son frère Alexandre Caillot le 13 juillet 1944 au même endroit.

#### L'après Seconde Guerre mondiale
Le monument aux morts de Quily, édifié après la Seconde Guerre mondiale (et remplaçant le monument précédent édifié après la Première Guerre mondiale) est constitué de trois stèles en granite placées côte à côte : celle du milieu, plus grande, porte une croix de Lorraine et les noms des victimes de la Deuxième Guerre mondiale (Gabriel et Théodore Mainguy d'une part, six résistants d'autre part : Joseph Brûlé, Gabriel Caillot, Alexandre Caillot, Théophile Geffroy, Antoine Guillard, Eugène Malabœuf). Les deux stèles situées de part et d'autre de  celle précédemment citée portent les noms de 18 soldats morts lors de la Première Guerre mondiale.

### LeXXIesiècle

#### La création de la commune nouvelle du Val d'Oust
Le Roc-Saint-André fusionne avec les communes de La Chapelle-Caro et Quily au sein de la commune nouvelle de Val-d'Oust le 1er janvier 2016. Les trois conseils municipaux ont voté la fusion avec seulement deux abstentions et deux votes blancs sur 41 votants.
La commune nouvelle du Val d'Oust n'atteint à sa création que 2.693 habitants. Le maire de la Chapelle-Caro, Michel Guégan, qui fut le fondateur de la première communauté de communes en France, n'a pas dû se forcer pour chercher l'union des trois communes qui se sont regroupées. Un nom fédérateur a été trouvé pour la commune nouvelle.
Michel Guégan avait été à l'origine d'un premier projet de regroupement en 2013 qui concernait les trois communes de La Chapelle-Caro, Saint-Abraham et Le Roc-Saint-André (ces trois communes étaient déjà associées depuis 1999 dans le cadre d'un Sivu de l'école publique Pablo-Picasso, un regroupement pédagogique intercommunal), expliquant « qu'il n'y aurait plus besoin que d'un secrétaire de mairie au lieu de trois, et l'échelle des 2 500 habitants permettrait à la commune nouvelle de s'équiper d'un matériel d'une autre ampleur que celui utilisé par les trois petites entités ». Mais ce projet avait échoué en 2014.

## Politique et administration
| Période                                  | Période          | Identité             | Étiquette | Qualité                                                            |
| ---------------------------------------- | ---------------- | -------------------- | --------- | ------------------------------------------------------------------ |
| Les données manquantes sont à compléter. |                  |                      |           |                                                                    |
| avant 1804                               | 1810             | Alexandre Jarno      |           | Maréchal                                                           |
| 1810                                     | 1831             | Jacques Gougeaud     |           | Entrepreneur des Ponts et Chaussées.                               |
| 1831                                     | 1839             | Jacques Gougeaud     |           | Laboureur. Fils de Jacques Gougeaud, maire précédent.              |
| 1839                                     | 1852             | Joseph Marie Bernard |           | Laboureur, Cultivateur, Propriétaire.                              |
| 1852                                     | 1871             | Jean Marie Thomas    |           |                                                                    |
| 1871                                     | 1915             | Joseph Bernard       |           | Laboureur. Fils de Joseph Marie Bernard, maire entre 1839 et 1852. |
| 1919                                     | 1920             | Bernard Piquet       |           | Aussi adjoint délégué par le maire entre 1915 et 1919.             |
| 1920                                     | après 1936       | Joseph Bernard.      |           | Cultivateur. Fils de Joseph Bernard, maire entre 1871 et 1915.     |
|                                          |                  |                      |           |                                                                    |
|                                          |                  | Joseph Caillot       |           |                                                                    |
| avant 1988                               | ?                | Henri Surel          |           |                                                                    |
| 1995                                     | 2008             | Marie-Thérèse Duval  |           |                                                                    |
| 2008                                     | 31 décembre 2015 | Jean-Luc Trégarot    |           |                                                                    |

La création de la commune nouvelle de Val d'Oust entraîne la création d'une commune déléguée gérée par un maire délégué :
| Période                                  | Période  | Identité                                                                                                 | Étiquette | Qualité |
| ---------------------------------------- | -------- | --- | --------- | ------- |
| 1er janvier 2016                         | mai 2020 | Jean-Luc Trégarot par dérogation du 1er au 10 janvier confirmé par délibération municipale le 10 janvier | -         |         |
| 26 mai 2020                              | En cours | Évelyne Blanchon                                                                                         | -         |         |
| Les données manquantes sont à compléter. |          | |           |         |

## Démographie
L'évolution du nombre d'habitants est connue à travers les recensements de la population effectués dans la commune depuis 1793. À partir du 1er janvier 2009, les populations légales des communes sont publiées annuellement dans le cadre d'un recensement qui repose désormais sur une collecte d'information annuelle, concernant successivement tous les territoires communaux au cours d'une période de cinq ans. 
Pour les communes de moins de 10 000 habitants, une enquête de recensement portant sur toute la population est réalisée tous les cinq ans, les populations légales des années intermédiaires étant quant à elles estimées par interpolation ou extrapolation. Pour la commune, le premier recensement exhaustif entrant dans le cadre du nouveau dispositif a été réalisé en 2004,.
En 2013, la commune comptait 349 habitants, en évolution de +7,72 % par rapport à 2008 (Morbihan : +3,47 %, France hors Mayotte : +2,49 %).
| 1793 | 1800 | 1806 | 1821 | 1831 | 1836 | 1841 | 1846 | 1851 |
| ---- | ---- | ---- | ---- | ---- | ---- | ---- | ---- | ---- |
| 398  | 283  | 380  | 372  | 404  | 420  | 367  | 389  | 426  |

| 1856 | 1861 | 1866 | 1872 | 1876 | 1881 | 1886 | 1891 | 1896 |
| ---- | ---- | ---- | ---- | ---- | ---- | ---- | ---- | ---- |
| 412  | 447  | 437  | 443  | 473  | 488  | 483  | 472  | 478  |

| 1901 | 1906 | 1911 | 1921 | 1926 | 1931 | 1936 | 1946 | 1954 |
| ---- | ---- | ---- | ---- | ---- | ---- | ---- | ---- | ---- |
| 431  | 457  | 432  | 383  | 397  | 353  | 346  | 300  | 287  |

| 1962 | 1968 | 1975 | 1982 | 1990 | 1999 | 2004 | 2009 | 2013 |
| ---- | ---- | ---- | ---- | ---- | ---- | ---- | ---- | ---- |
| 303  | 312  | 299  | 291  | 273  | 239  | 280  | 337  | 349  |

## Culture locale et patrimoine

### Lieux et monuments
L'église Saint-Nicodème, construite au quatrième quart du XVIIe siècle (1689), est de style architectural néoclassique et en forme de croix latine ». Elle était dédiée primitiveoent à Notre-Dame des Neiges, avant d'être placée en 1802 sous le patronage de saint Nicodème. Ses autels latéraux sont dédiés à sainte Vierge et à sainte Anne. L'église et le cimetière du XVIe siècle, font l'objet de deux inscriptions aux Monuments historiques :
- Église : inscription placée près de la porte sud : inscription par arrêté du 25 septembre 1928 ;
- Cimetière : croix du XVIe siècle : inscription par arrêté du 30 mai 1927[29].

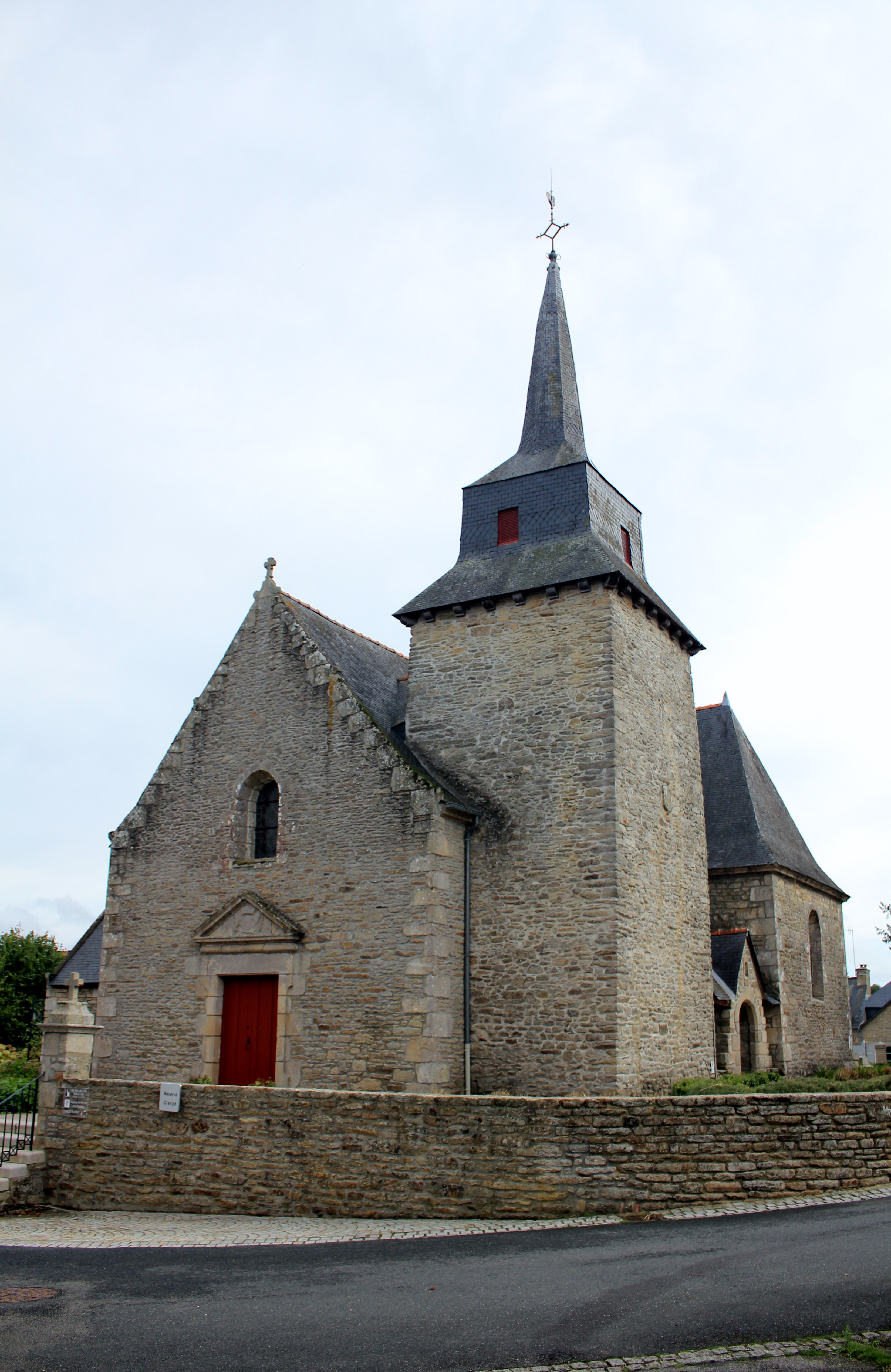
Église Saint-Nicodème, Quily, Morbihan : vue générale (4 octobre 2013).
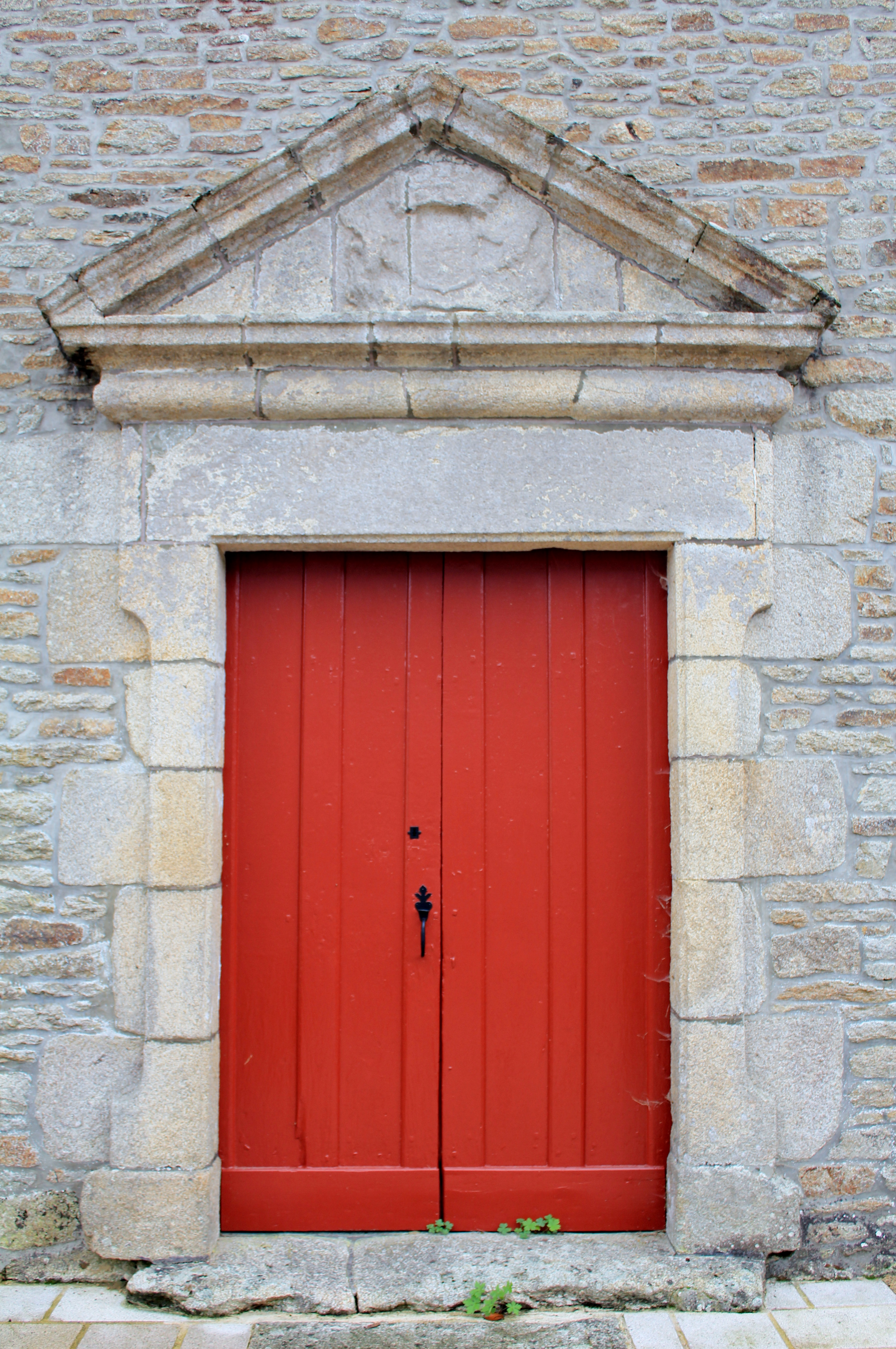
Église Saint-Nicodème, Quily, Morbihan : porte de la façade ouest (4 octobre 2013).
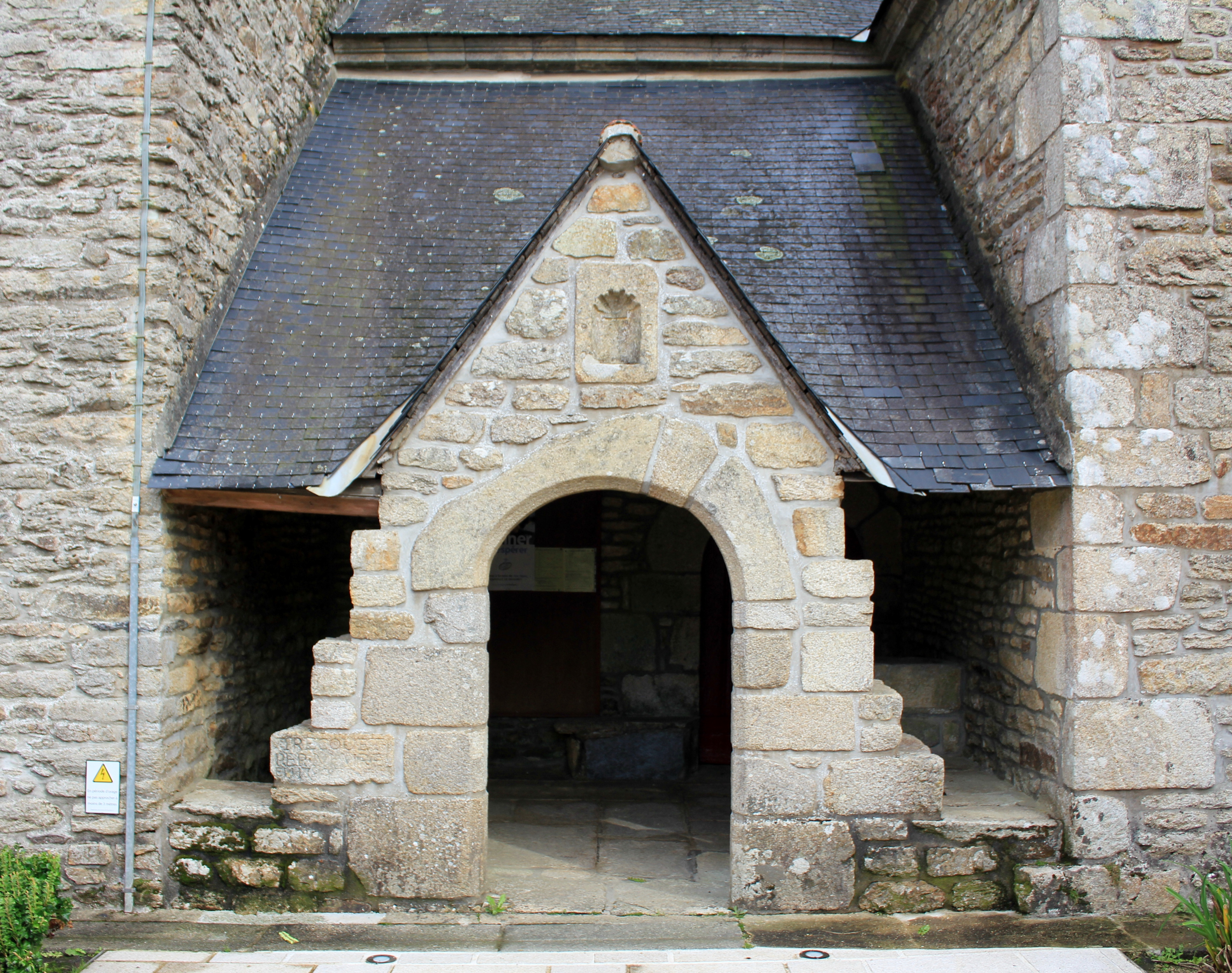
Église Saint-Nicodème, Quily, Morbihan : entrée sud (4 octobre 2013).
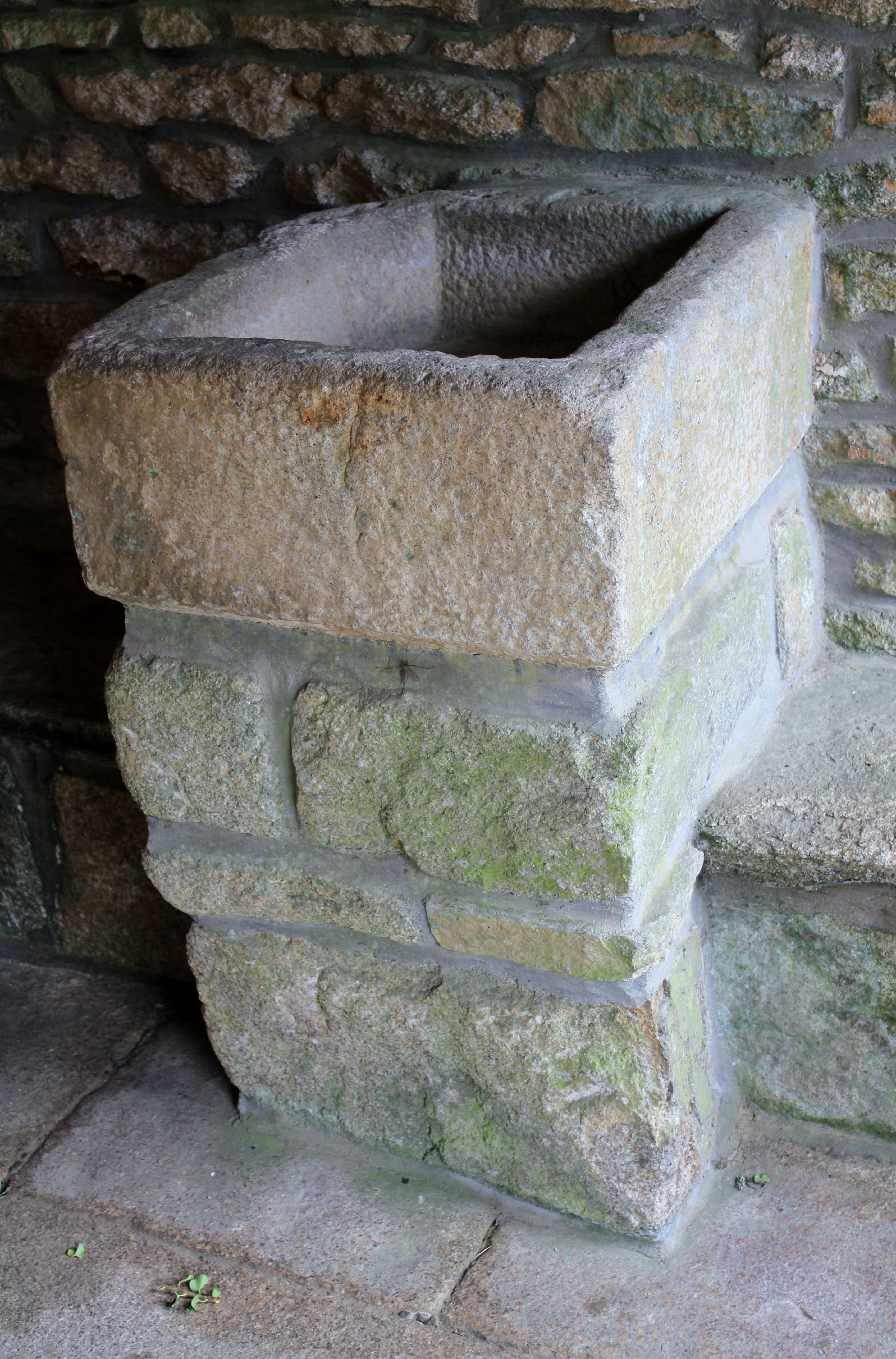
Église Saint-Nicodème, Quily, Morbihan : bénitier, entrée sud (4 octobre 2013).
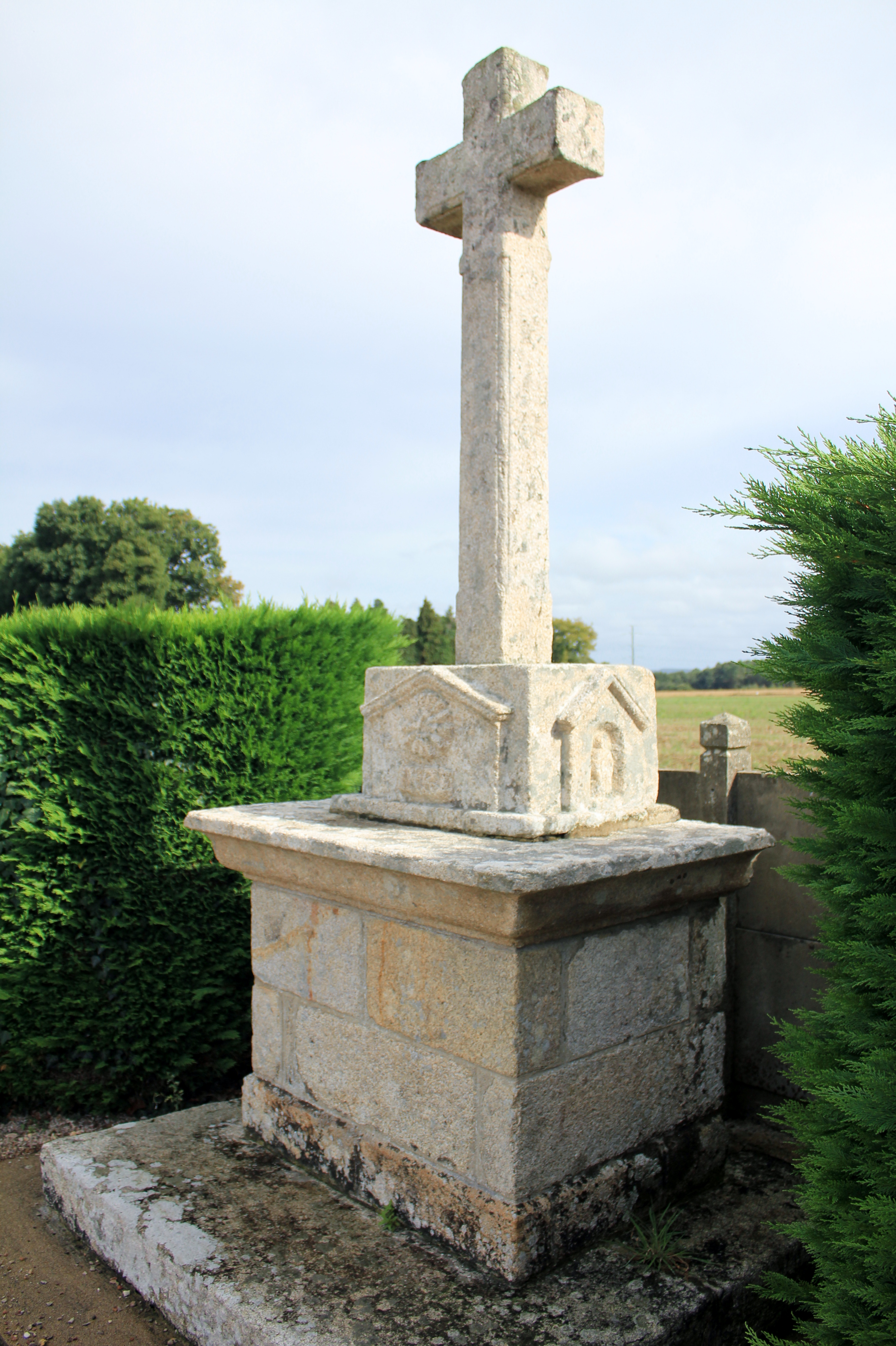
Croix de cimetière à Quily, Morbihan (4 octobre 2013).
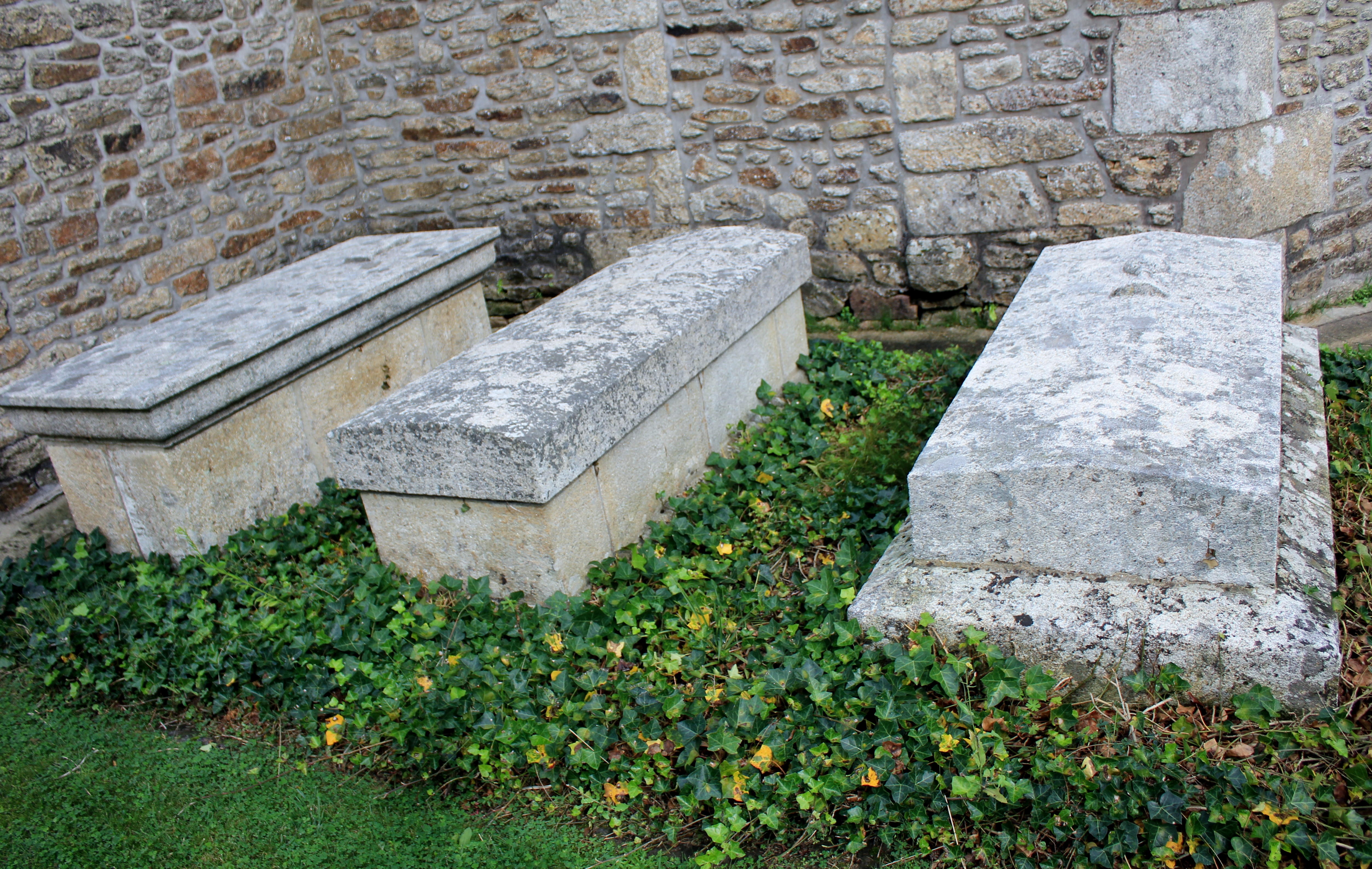
Trois tombes anciennes à Quily, Morbihan (4 octobre 2013).

- La croix de chemin des Prés[30].
- Le moulin et l'écluse de Blon ;

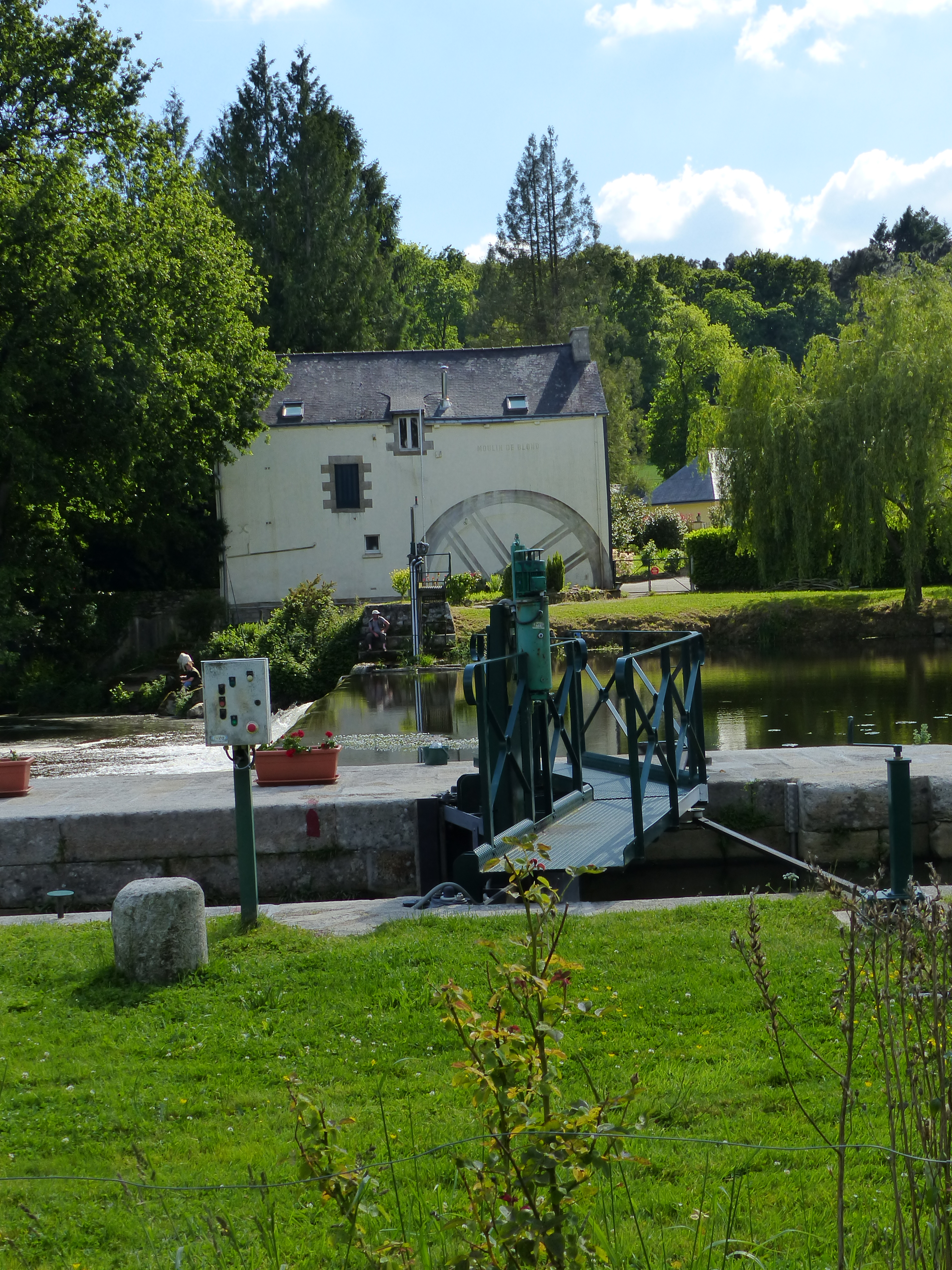
Le moulin de Blon.
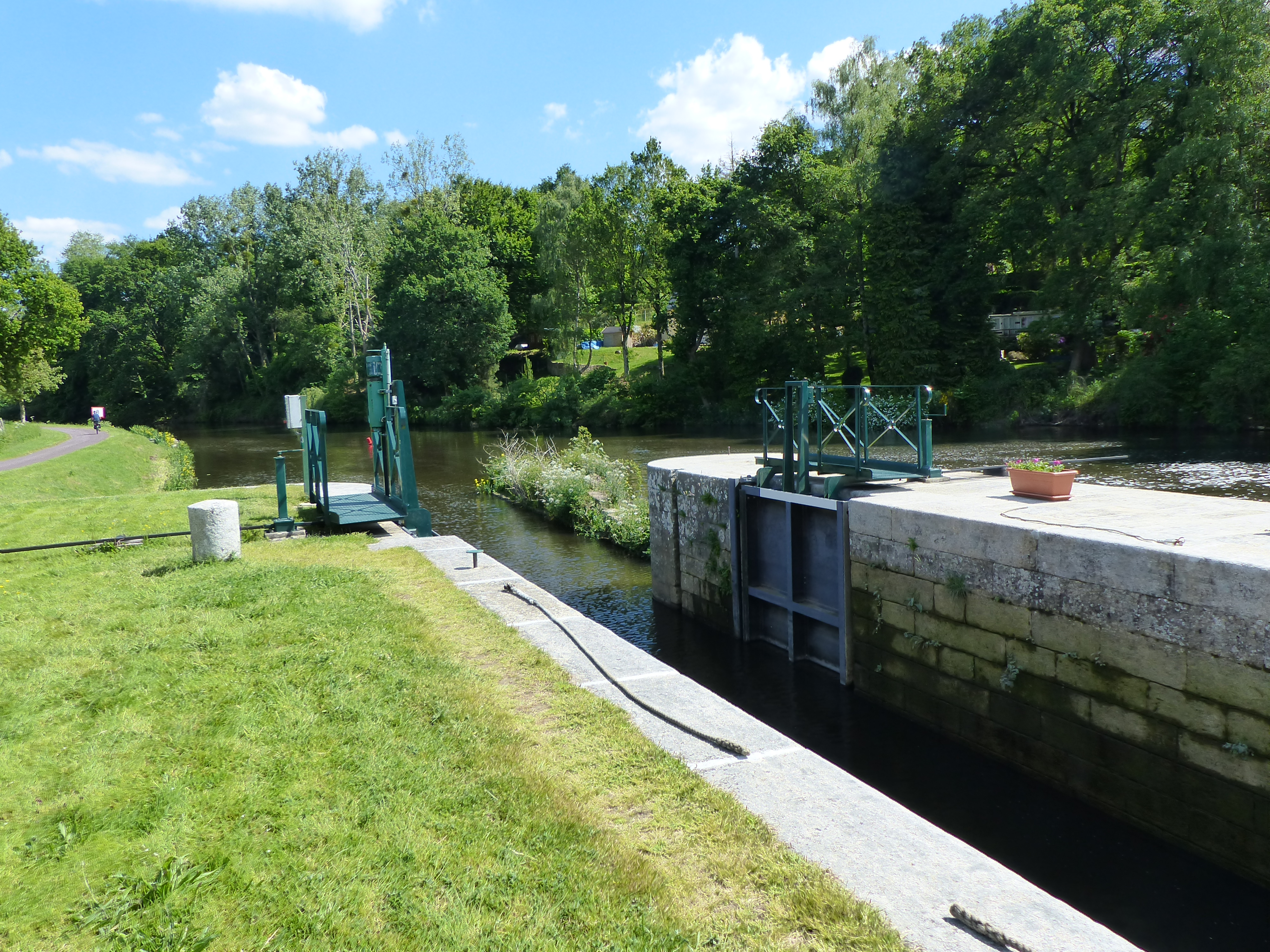
L'écluse de Blon.
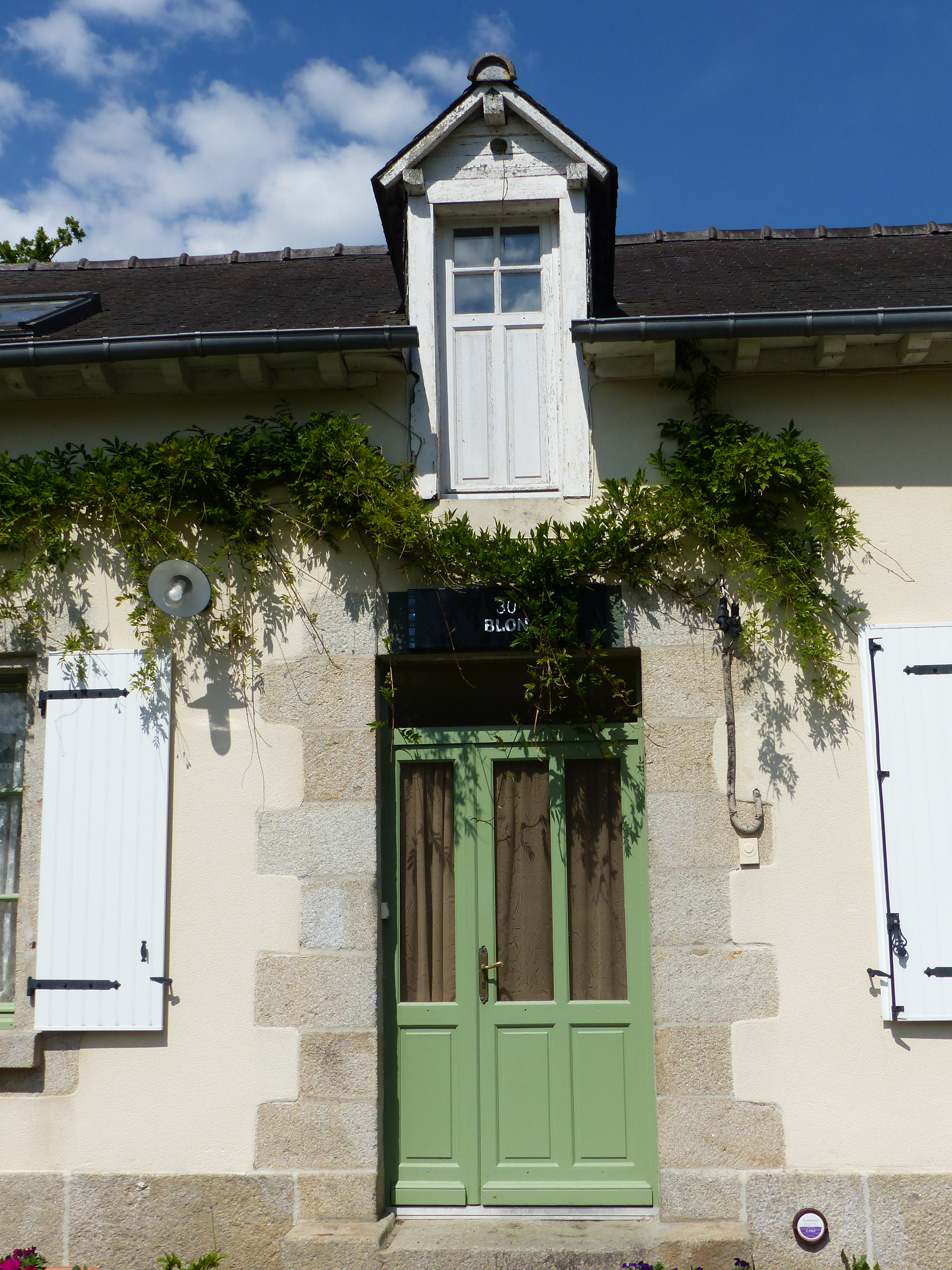
La maison éclusière de Blon.

- Plusieurs maisons et fermes présentent un intérêt patrimonial[31].